# Tetrisaaret (ö i Södra Savolax, Nyslott, lat 62,31, long 28,73)
Tetrisaaret är en ö i Finland. Den ligger i sjön Enonvesi och i kommunen Heinävesi i den ekonomiska regionen  Nyslotts ekonomiska region  och landskapet Södra Savolax, i den sydöstra delen av landet, 300 km nordost om huvudstaden Helsingfors. Öns area är 0,4 hektar och dess största längd är 100 meter i sydväst-nordöstlig riktning.  Notera att namnet antyder att det är fråga om flera öar.